# Аер, Элизабет
Элизабет Аер (англ. Elizabeth Ayer; 13 октября 1897 — 4 августа 1987) — одна из величайших архитекторов Сиэтла, которая отдала профессиональному труду более 50 лет. Она была первой женщиной, которая окончила профессиональную программу обучения по архитектуре в Вашингтонском университете и первой женщиной, которая была зарегистрирована как архитектор в штате Вашингтон.

## Жизнь и карьера
Элизабет Аер родилась в 1897 году в Олимпии, Вашингтон. В 1916 году она поступила в Вашингтонский университет, где в 1921 году окончила бакалаврский курс по архитектуре. В 1919 году, ещё будучи студенткой, работать у Эндрю Вилатсена. В следующем году она начала долговременное сотрудничество с архитектором из Сиэтла Эдвином Айви. В 1922—1923 годах работала в Нью-Йорке, но через год снова вернулась к сотрудничеству с Айви в Сиэтле.
В конце 1920-х Элизабет Аер уже была известна как «коллега» Айви. На протяжении 1920-30-х годов она играла ключевую роль в разработке и воплощении в жизнь частных имений Айви. Примерно в 1930 году Аер зарегистрировалась как архитектор в штате Вашингтон.
В 1940 году Эдвин Айви погиб в автокатастрофе. Элизабет Аер взяла управление фирмой на себя и ещё с одним работником, Роландом Лемпингом продолжила работать. В 1942 году они временно прекратили работать из-за Второй мировой войны, в течение которой Аер работала в Инженерном корпусе США. После 1945 года она возобновила архитектурную практику. В 1950 году название фирмы было изменено на «Аер & Лемпинг».
Элизабет Аер вышла на пенсию в 1970 году после 50-ти лет профессиональной карьеры. Она переехала в Лейси, Вашингтон, где помогала Комиссии по планированию до 1980 года. Элизабет Аер умерла в Лейси в 1987 году.